# Matt Brown (lottatore)
Matthew Burton Brown (Jamestown, 10 gennaio 1981) è un lottatore di arti marziali miste statunitense.
Attualmente è sotto contratto con la UFC, nella quale combatte nella divisione dei pesi welter. Ha partecipato alla settima stagione del reality show The Ultimate Fighter.

## Biografia
Brown, fin da giovane, cominciò ad allenarsi nella boxe e a competere in gare di bodybuilding alla High School di Greebview. La sua adolescenza fu caratterizzata dall'abuso di alcol e droghe; ciò lo portò a crearsi un hobby per stare lontano da questa dipendenza, infatti cominciò ad allenarsi nelle arti marziali miste.
Il soprannome "The Immortal" gli fu dato dai suoi amici, dato che riuscì a sopravvivere ad un'overdose di eroina. Inizialmente cominciò ad allenarsi nel ju-jitsu giapponese e successivamente si unì ad un affiliato di Jorge Gurgel, che lo indirizzò verso le MMA.

## Carriera nelle arti marziali miste

### Primi anni
L'8 ottobre 2005 Brown debuttò nelle MMA vincendo il suo primo match per sottomissione. Nei suoi primi 8 incontri nelle MMA ottenne un record di 5 vittorie e 3 sconfitte.
Il 9 febbraio 2007 a Kennesaw, Stati Uniti, Matt Brown vinse il titolo dei pesi welter della ISCF (Internation Sport Combat Federation) sconfiggendo per KO tecnico il futuro campione della Bellator Douglas Lima.
Dopo altri 5 incontri, di cui 4 persi, Brown venne contattato dalla UFC per poter partecipare alla settima stagione di The Ultimate Fighter. Così cominciò ad allenarsi con Matt Hume a Seattle e al Throwdown Training Center di Las Vegas.

### The Ultimate Fighter
Brown entrò ufficialmente nello show dopo aver sconfitto per KO tecnico Josh Hall, negli incontri preliminari. Successivamente, passato ai quarti di finale dopo aver battuto Jeremy May per KO, venne sconfitto da Amir Sadollah con una triangle choke al secondo round.

### Ultimate Fighting Championship
Matt Brown debutto ufficialmente nella UFC, all'evento The Ultimate Fighter: Team Rampage vs. Team Forrest Finale, sconfiggendo Matt Arroyo per KO tecnico.
Brown perse il suo secondo match per decisione non unanime contro il coreano Kim Dong-Hyun ad UFC 88. Al primo round Kim riuscì a connettere una rear naked choke, senza riuscire però a chiudere il match. Al terzo round il coreano mise a segno una serie di colpi al tappeto riuscendo a procurare un taglio sul volto di Matt con una gomitata. Tutti e tre i giudici diedero il punteggio di 29-28, due dei quali a Kim; il risultato però venne contestato dall pubblicò dell'arena ed il commentatore Joe Rogan, nel post-fight, dichiarò che la decisione dei giudici era nettamente sbagliata.
All'evento UFC 91 Brown doveva affrontare Matthew Riddle, ma quest'ultimo si infortunò ad un ginocchio durante l'allenamento e venne rimpiazzato da Ryan Thomas. Matt vinse con un armbar al secondo round.
Il 7 marzo 2009 affrontò Pete Sell. Brown vinse l'incontro in modo controverso per KO tecnico.
Successivamente doveva vedersela contro Anthony Johnson all'evento TUF 9. Tuttavia, Johnson subì un infortunio al ginocchio, e mentre la UFC cercava un nuovo avversario per Brown, quest'ultimo si infortunò.
Ad UFC 105 affrontò James Wilks, riuscendo a sconfiggerlo per KO tecnico al terzo round. Durante il secondo round dell'incontro, Matt riuscì a portare a segno una ginocchiata volante che mise al tappeto l'avversario; subito dopo al terzo round, Matt riuscì a scappare da un tentativo sottomissione da parte di Wilks evitanto così la sconfitta. Dopo aver ottenuto una posizione dominante, Brown mandò a segno ripetuti colpi al volto, costringendo l'arbitro a fermare l'incontro decretandolo così vincitore per KO tecnico. Con questa vittoria ottenne un recordo in UFC di 4-1.
Durante un'intervista radiofonica, Brown espresse il desiderio di voler affrontare Renzo Gracie al suo prossimo incontro. Tuttavia, il 27 marzo 2010 ad UFC 111, ebbe un match contro Ricardo Almeida, match che perse per sottomissione al secondo round.
Il 3 luglio 2012 a UFC 116, ottenne il rematch contro Chris Lytle. Brown riperse l'incontro per sottomissione.
Il 20 novembre 2010 doveva vedersela contro il canadese Rory MacDonald ad UFC 123. Tuttavia, MacDonald subì un infortunio e venne sostituito da Brian Foster; quest'ultimo vinse il match per sottomissione al secondo round. Dopo aver perso tre volte consecutivamente, venne annunciato il rilasciato di Brown dalla UFC, notizia che venne subito smentita dal lottatore stesso.
Il 3 marzo 2011 ad UFC Live: Sanchez vs. Kampmann, doveva affrontare Mark Scanlon. Quest'ultimo venne rimosso dalla card e sostituito da Matthew Riddle, ma prima che il match venne annunciato ufficialmente, esso fu rimosso dalla card.
Il 26 giugno 2011 ad UFC on Versus: Kongo vs. Barry, doveva affrontare Rich Attonito. Tuttavia Martin Kampmann, che doveva affrontare John Howard, si infortunò e Brown venne scelto come suo sostituto. Brown vinse il match per decisione unanime.
Il 5 novembre 2011, Matt doveva scontrarsi con il britannico John Hathaway ad UFC 138, sostituendo l'infortunato Pascal Krauss. Tuttavia, Hathaway si infortunò e Brown fu rimosso dall'evento. Subito dopo, il 19 novembre, affrontò Seth Baczynski, perdendo l'incontro per sottomissione.
Il 4 febbraio 2012 a UFC 143 affrontò Chris Cope, vincendo l'incontro per KO tecnico.
Il 21 aprile 2012 sfidò Stephen Thompson ad UFC 145. Matt diete a Thompson la sua prima sconfitta nelle MMA per decisione unanime.
Il 22 giugno 2012 ad UFC on FX: Maynard vs. Guida, sostituì l'infortunato Matthew Riddle per affrontare Luis Ramos. Matt ottenne così la sua terza vittoria consecutiva, battendolo per KO tecnico.
L'8 dicembre 2012 ad UFC on Fox: Henderson vs. Diaz, affrontò Mike Swick. Inizialmente dichiarato come sfavorito, Brown dominò l'intero primo round mantenendo una posizione favorevole a terra, tentando anche di eseguire una triangle e una D'arce choke. Infine vinse il match per knockout al secondo round, ottenendo una striscia vincente di 4-0.
Il 20 aprile 2013 doveva vedersela contro Dan Hardy ad UFC on Fox: Henderson vs. Melendez. Tuttavia, Hardy si infortunò e venne sostituito da Jordan Mein. Brown vinse per KO tecnico mettendo a segno pugni e gomitate sul corpo di Hardy, ottenendo per la prima volta il premio Fight of the Night.
Il 17 agosto 2013 doveva affrontare Thiago Alves ad UFC Fight Night: Shogun vs. Sonnen. Alves, però, subì un infortunio e venne rimpiazzato da Mike Pyle. Brown vinse ancora per knockout, mandando a segno due potenti pugni in soli 29 secondi dal primo round. A fine evento ottenne il premio Knockout of the Night.
Brown doveva affrontare l'ex campione dei pesi welter della WEC Carlos Condit, il 14 dicembre 2013 ad UFC on Fox: Johnson vs. Benavidez 2. Tuttavia, ad una settimana dall'evento, Brown venne rimosso dalla card per infortunio alla schiena.
Ad UFC Fight Night: Brown vs. Silva, affrontò Erick Silva nel main event. Dopo aver sofferto per l'intero primo round a causa di un potete calcio sferratogli al corpo, Brown riusci sorprendentemente a vincere il match per KO tecnico al terzo round. Matt ottenne quindi i premi Performance of the Night e Fight of the Night, con un extra di 100.000 dollari.
Il 26 luglio 2014 ad UFC on Fox: Lawler vs. Brown, venne sconfitto da Robbie Lawler per decisione unanime. Brown ricevette assieme a Lawler, il premio Fight of the Night.
Nel febbraio del 2015 avrebbe dovuto affrontare l'ex campione Strikeforce Tarec Saffiedine, ma quest'ultimo s'infortunò e come avversario venne scelto l'ex campione Johny Hendricks, il quale avrebbe dovuto lottare per il titolo per la terza volta ma l'UFC cambiò idea. Brown perse l'incontro per decisione unanime.
A maggio doveva affrontare Nate Diaz. Tuttavia, a metà aprile, Brown annunciò la sua decisione di non voler affrontare Diaz; al suo posto venne inserito Tim Means che affrontò a luglio per l'evento UFC 189. Brown vinse l'incontro per sottomissione applicando una ghigliottina a pochi secondi dalla fine del primo round.
A novembre avrebbe dovuto affrontare Kelvin Gastelum, ma dovette rinunciare al match a causa di un infortunio alla caviglia subito in allenamento. Al suo posto venne inserito Neil Magny.
Il 14 maggio del 2016 dovette affrontare Demian Maia all'evento UFC 198. Per tutta la durata delle prime due riprese, Brown si ritrovò in netta inferiorità nella lotta a terra, rischiando di essere sottomesso più volte. Al terzo round sfruttando la stanchezza di Maia, andò a segno con alcuni colpi significativi; tuttavia verso la fine dell'incontro, Maia riuscì ad ottenere nuovamente le spalle del suo avversario e a chiudere il tutto con uno strangolamento.
Il 30 luglio affrontò Jake Ellenberger all'evento UFC 201. Dopo 3 secondi dall'inizio dell'incontro, Brown venne colpito in pieno volto da un rapido gancio destro finendo al tappeto. Matt riuscì a recuperare dal colpo subito e sfruttando la stanchezza del suo avversario tentò di mettergli pressione; dopo 2 minuti però, Ellenberger lo colpì al corpo con un potente calcio facendolo rannicchiare al suolo per il forte dolore. Da tale posizione venne finalizzato per KO tecnico.
L'incontro con Tarec Saffiedine doveva tenersi il 30 dicembre 2016, all'evento UFC 207. Tuttavia, Brown venne rimosso dall'incontro l'11 dicembre per poter affrontare Donald Cerrone ad UFC 206. Il match fu molto entusiasmante, dove entrambi gli atleti si scambiarono pesanti colpi, tra calci alti e gomitate al volto. Dopo due riprese, Brown si trovò in difficoltà nel fronteggiare la velocità dei pugni di Cerrone e in un tentativo di attacco molto azzardato, venne colpito in pieno volto da un calcio sinistro, andando KO in modo netto.

## Titoli e riconoscimenti
- Ultimate Fighting Championship
  - Fight of the Night (tre volte)
  - Knockout of the Night (una volta)
  - Performance of the Night (una volta)
- International Sport Combat Federation
  - ISCF East Coast Welterweight Championship (una volta)
- Sherdog
  - 2012 All-Violence First Team
  - 2013 All-Violence First Team

## Risultati nelle arti marziali miste
Gli incontri segnati su sfondo grigio si riferiscono ad incontri di esibizione non ufficiali o comunque non validi per essere integrati nel record da professionista.
| Risultato | Record | Avversario       | Metodo                               | Evento                                                     | Data              | Round | Tempo | Luogo                      | Note                                                                                                   |
| --------- | ------ | ---------------- | ------------------------------------ | ---------------------------------------------------------- | ----------------- | ----- | ----- | -------------------------- | --- |
| Sconfitta | 23-19  | Bryan Barberena  | Decisione (non unanime)              | UFC Fight Night:Blaydes vs Daukaus                         | 26 marzo 2022     | 3     | 5:00  | Columbus, Stati Uniti      | |
| Vittoria  | 23-18  | Dhiego Lima      | KO (pugno)                           | UFC on ESPN: The Korean Zombie vs. Ige                     | 19 giugno 2021    | 2     | 3:02  | Las Vegas, Stati Uniti     | Performance of the Night                                                                               |
| Sconfitta | 22-18  | Carlos Condit    | Decisione (unanime)                  | UFC on ABC: Holloway vs. Kattar                            | 16 gennaio 2021   | 3     | 5:00  | Abu Dhabi, Emirati Arabi   | |
| Sconfitta | 22-17  | Miguel Baeza     | KO tecnico (pugni)                   | UFC on ESPN: Overeem vs. Harris                            | 16 maggio 2020    | 2     | 0:18  | Jacksonville, Stati Uniti  | |
| Vittoria  | 22-16  | Ben Saunders     | KO (pugni e gomitate)                | UFC 245: Usman vs. Covington                               | 14 dicembre 2019  | 2     | 4:55  | Las Vegas, Stati Uniti     | |
| Vittoria  | 21-16  | Diego Sanchez    | KO (gomitata)                        | UFC Fight Night: Poirier vs. Pettis                        | 11 novembre 2017  | 1     | 3:44  | Norfolk, Stati Uniti       | Performance of the Night                                                                               |
| Sconfitta | 20-16  | Donald Cerrone   | KO (calcio alla testa)               | UFC 206: Holloway vs. Pettis                               | 10 dicembre 2016  | 3     | 0:44  | Toronto, Canada            | |
| Sconfitta | 20-15  | Jake Ellenberger | KO Tecnico (calcio al corpo e pugni) | UFC 201: Lawler vs. Woodley                                | 30 luglio 2016    | 1     | 1:46  | Atlanta, Stati Uniti       | |
| Sconfitta | 20-14  | Demian Maia      | Sottomissione (rear-naked choke)     | UFC 198: Werdum vs. Miocic                                 | 14 maggio 2016    | 3     | 4:31  | Curitiba, Brasile          | |
| Vittoria  | 20-13  | Tim Means        | Sottomissione (ghigliottina)         | UFC 189: Aldo vs. McGregor                                 | 11 luglio 2015    | 1     | 4:44  | Las Vegas, Stati Uniti     | |
| Sconfitta | 19-13  | Johny Hendricks  | Decisione (unanime)                  | UFC 185: Pettis vs. dos Anjos                              | 14 marzo 2015     | 3     | 5:00  | Dallas, Stati Uniti        | |
| Sconfitta | 19-12  | Robbie Lawler    | Decisione (unanime)                  | UFC on Fox: Lawler vs. Brown                               | 26 luglio 2014    | 5     | 5:00  | San Jose, Stati Uniti      | Eliminatoria per il titolo dei Pesi Welter UFC; Fight of the Night; Brown non rientrò nel peso (78 Kg) |
| Vittoria  | 19-11  | Erick Silva      | KO Tecnico (pugni)                   | UFC Fight Night: Brown vs. Silva                           | 10 maggio 2014    | 3     | 2:11  | Cincinnati, Stati Uniti    | Fight of the Night; Performance of the Night                                                           |
| Vittoria  | 18-11  | Mike Pyle        | KO (pugni)                           | UFC Fight Night: Shogun vs. Sonnen                         | 17 agosto 2013    | 1     | 0:29  | Boston, Stati Uniti        | Knockout of the Night                                                                                  |
| Vittoria  | 17-11  | Jordan Mein      | KO Tecnico (gomitate sul corpo)      | UFC on Fox: Henderson vs. Melendez                         | 20 aprile 2013    | 2     | 1:00  | San Jose, Stati Uniti      | Fight of the Night                                                                                     |
| Vittoria  | 16-11  | Mike Swick       | KO (pugni)                           | UFC on Fox: Henderson vs. Diaz                             | 8 dicembre 2012   | 2     | 2:31  | Seattle, Stati Uniti       | |
| Vittoria  | 15-11  | Luis Ramos       | KO Tecnico (ginocchiate e pugni)     | UFC on FX: Maynard vs. Guida                               | 22 giugno 2012    | 2     | 4:20  | Atlantic City, Stati Uniti | |
| Vittoria  | 14-11  | Stephen Thompson | Decisione (unanime)                  | UFC 145: Jones vs. Evans                                   | 21 aprile 2012    | 3     | 5:00  | Atlanta, Stati Uniti       | |
| Vittoria  | 13-11  | Chris Cope       | KO Tecnico (pugni)                   | UFC 143: Diaz vs. Condit                                   | 4 febbraio 2012   | 2     | 1:19  | Las Vegas, Stati Uniti     | |
| Sconfitta | 12-11  | Seth Baczynski   | Sottomissione (ghigliottina)         | UFC 139: Shogun vs. Henderson                              | 19 novembre 2011  | 2     | 0:42  | San Jose, Stati Uniti      | |
| Vittoria  | 12-10  | John Howard      | Decisione (unanime)                  | UFC Live: Kongo vs. Barry                                  | 26 giugno 2011    | 3     | 5:00  | Pittsburgh, Stati Uniti    | |
| Sconfitta | 11-10  | Brian Foster     | Sottomissione (ghigliottina)         | UFC 123: Rampage vs. Machida                               | 20 novembre 2010  | 2     | 2:11  | Auburn Hills, Stati Uniti  | |
| Sconfitta | 11-9   | Chris Lytle      | Sottomissione (triangolo inverso)    | UFC 116: Lesnar vs. Carwin                                 | 3 luglio 2010     | 2     | 2:02  | Las Vegas, Stati Uniti     | |
| Sconfitta | 11-8   | Ricardo Almeida  | Sottomissione (rear-naked choke)     | UFC 111: St-Pierre vs. Hardy                               | 27 marzo 2010     | 2     | 3:30  | Newark, Stati Uniti        | |
| Vittoria  | 11-7   | James Wilks      | KO Tecnico (pugni)                   | UFC 105: Couture vs. Vera                                  | 14 novembre 2009  | 3     | 2:26  | Manchester, Inghilterra    | |
| Vittoria  | 10-7   | Pete Sell        | KO Tecnico (pugni)                   | UFC 96: Jackson vs. Jardine                                | 7 marzo 2009      | 1     | 1:32  | Columbus, Stati Uniti      | |
| Vittoria  | 9-7    | Ryan Thomas      | Sottomissione (armbar)               | UFC 91: Couture vs. Lesnar                                 | 15 novembre 2008  | 2     | 0:57  | Las Vegas, Stati Uniti     | |
| Sconfitta | 8-7    | Kim Dong-Hyun    | Decisione (non unanime)              | UFC 88: Breakthrough                                       | 6 settembre 2008  | 3     | 5:00  | Atlanta, Stati Uniti       | |
| Vittoria  | 8-6    | Matt Arroyo      | KO Tecnico (pugni)                   | The Ultimate Fighter: Team Rampage vs. Team Forrest Finale | 21 giugno 2008    | 2     | 3:40  | Las Vegas, Stati Uniti     | Debutto in UFC                                                                                         |
| Sconfitta | NU     | Amir Sadollah    | Sottomissione (triangolo)            | The Ultimate Fighter 7                                     | N/A               | 2     | 4:09  | Las Vegas, Stati Uniti     | Torneo dei Pesi Welter TUF 7, Quarti di finale                                                         |
| Vittoria  | NU     | Jeremy May       | KO (calcio in testa)                 | The Ultimate Fighter 7                                     | N/A               | 1     | 3:35  | Las Vegas, Stati Uniti     | Torneo dei Pesi Welter TUF 7, Secondo turno                                                            |
| Vittoria  | NU     | Josh Hall        | KO Tecnico (pugni)                   | The Ultimate Fighter 7                                     | N/A               | 1     | 4:58  | Las Vegas, Stati Uniti     | Torneo dei Pesi Welter TUF 7, Primo turno                                                              |
| Sconfitta | 7-6    | Chris Lytle      | Sottomissione (ghigliottina)         | UFL: Fight Night at Conseco Fieldhouse                     | 11 agosto 2007    | 2     | 2:49  | Indianapolis, Stati Uniti  | |
| Vittoria  | 7-5    | Dan Kolbasowski  | Sottomissione (armbar)               | FightFest: Black and Blues Tour                            | 6 luglio 2007     | 1     | 1:37  | Cleveland, Stati Uniti     | |
| Sconfitta | 6-5    | Daniel Moraes    | Sottomissione (armbar)               | GFC: Evolution                                             | 19 maggio 2007    | 1     | 2:32  | Columbus, Stati Uniti      | |
| Sconfitta | 6-4    | Jesse Chilton    | Sottomissione (triangolo di braccio) | Next Level Fighting 8                                      | 10 marzo 2007     | 3     | 3:23  | Steubenville, Stati Uniti  | |
| Vittoria  | 6-3    | Douglas Lima     | KO Tecnico (pugni)                   | ISCF: Invasion                                             | 9 febbraio 2007   | 2     | 2:50  | Kennesaw, Stati Uniti      | Vince il titolo dei Pesi Welter ISCF della East Coast                                                  |
| Vittoria  | 5-3    | Matt Arroyo      | KO Tecnico (pugni)                   | Real FC 7: Night of Champions                              | 4 novembre 2006   | 2     | 2:50  | Tampa, Stati Uniti         | |
| Vittoria  | 4-3    | Jason Nickoson   | Sottomissione (triangolo)            | Fightfest 8                                                | 20 ottobre 2006   | 1     | 0:51  | Cleveland, Stati Uniti     | |
| Sconfitta | 3-3    | Chris Liguori    | Sottomissione (rear-naked choke)     | CITC 3: Marked Territory                                   | 30 settembre 2006 | 2     | 0:42  | Lincroft, Stati Uniti      | |
| Sconfitta | 3-2    | Mikey Gomez      | Sottomissione (rear-naked choke)     | Absolute FC 17                                             | 24 giugno 2006    | 1     | 3:35  | Boca Raton, Stati Uniti    | |
| Vittoria  | 3-1    | Brian King       | Sottomissione (armbar)               | Broken Reflection                                          | 20 maggio 2006    | 1     | 3:27  | Toledo, Stati Uniti        | |
| Sconfitta | 2-1    | Pete Spratt      | Decisione (unanime)                  | International Freestyle Fighting 1                         | 6 maggio 2006     | 3     | 5:00  | Fort Worth, Stati Uniti    | |
| Vittoria  | 2-0    | Joey Whitt       | KO (pugni)                           | GFL: Brawl at the Buckeye                                  | 10 febbraio 2006  | 1     | 0:39  | Columbus, Stati Uniti      | |
| Vittoria  | 1-0    | Ricardo Martinez | Sottomissione                        | Higher Power Fighting                                      | 8 ottobre 2005    | 1     | 2:54  | Lancaster, Stati Uniti     | |